# Wolfgang Gülich
Wolfgang Gülich (* 9. August 1940 in Lübeck) ist ein Brigadegeneral außer Dienst des Heeres der Bundeswehr, Autor und Sammler.

## Leben
Gülich diente bei der Pioniertruppe im Heer der Bundeswehr. Er nahm von 1971 bis 1973 am 14. Generalstabslehrgang Heer an der Führungsakademie der Bundeswehr in Hamburg teil.
Später, von 1982 bis 1985, war er Chef des Stabes der 10. Panzerdivision in Sigmaringen. 1990 wurde er Mitarbeiter der Verbindungsgruppe des Bundesministeriums der Verteidigung im Ministerium für Abrüstung und Verteidigung der DDR. Von 1991 bis 1994 war er Kommandeur der neu aufgestellten Heimatschutzbrigade 37 in Dresden bzw. 1995 der umbenannten Panzergrenadierbrigade 37 in Frankenberg. In seine Zeit fiel die Integration von übernommenen Soldaten der Nationalen Volksarmee und der Abzug der Gruppe der Sowjetischen Truppen in Deutschland. Auch näherte er sich den Kirchen in Ostdeutschland an.
Danach wurde er stellvertretender Befehlshaber des Wehrbereichskommandos VII / 13. Panzergrenadierdivision in Leipzig. 1998/99 war er Nationaler Befehlshaber des zweiten deutschen SFOR-Kontingents in Bosnien-Herzegowina. 2000 wurde er im Sächsischen Landtag in Dresden feierlich verabschiedet und mit Ablauf des September 2000 in den Ruhestand versetzt. Er wurde mit der Sächsischen Verfassungsmedaille ausgezeichnet.
2002 wurde Gülich als erster ehemaliger Soldat in die Synode der Evangelisch-Lutherischen Landeskirche Sachsens berufen.
Gülich ist Autor von drei Bänden zur Geschichte der Königlich Sächsischen Armee im 19. (und 20. Jahrhundert), die in der Reihe Schriften der Rudolf-Kötzschke-Gesellschaft im Sax-Verlag erschienen sind. Michael Vollert würdigte sein Werk von 2011 in der Militärgeschichtlichen Zeitschrift. Es handle sich demnäch um eine „breit angelegte Darstellung“, die eine „Lücke geschlossen“ habe und nicht nur für Historiker von Wert sei. Eine Rezension, erschienen in der Zeitschrift Neues Archiv für sächsische Geschichte, verwies etwa lobend auf seine Arbeit im sächsischen Hauptstaatsarchiv Dresden. Bereits sein erster Band (2. Auflage 2008) wurde in der Gesamtschau positiv aufgenommen. Außerdem veröffentlichte Gülich u. a. in der Zeitschrift für Heereskunde.
2014 überließ er dem Militärhistorischen Museum Wolkenstein eine umfangreiche Sammlung an Zinnfiguren.
Gülich lebt in Leipzig, ist verheiratet und hat eine Tochter sowie einen Sohn.

## Schriften (Auswahl)
- Die Sächsische Armee zur Zeit Napoleons. Die Reorganisation von 1810 (= Schriften der Rudolf-Kötzschke-Gesellschaft. 9). Mit Uniformabbildungen von Peter Bunde, Sax-Verlag, Beucha 2006, ISBN 3-934544-77-0. (2. verbesserte Auflage 2008)
- Die Sächsische Armee zur Zeit des Deutschen Bundes, 1815–1867 (= Schriften der Rudolf-Kötzschke-Gesellschaft. 10). Sax-Verlag, Beucha u. a. 2011, ISBN 978-3-86729-052-4.
- Die Sächsische Armee im Norddeutschen Bund und im Kaiserreich, 1867–1914 (= Schriften der Rudolf-Kötzschke-Gesellschaft. 11). Sax-Verlag, Beucha u. a. 2017, ISBN 978-3-86729-175-0.